# Johann Rudolf Steinmüller

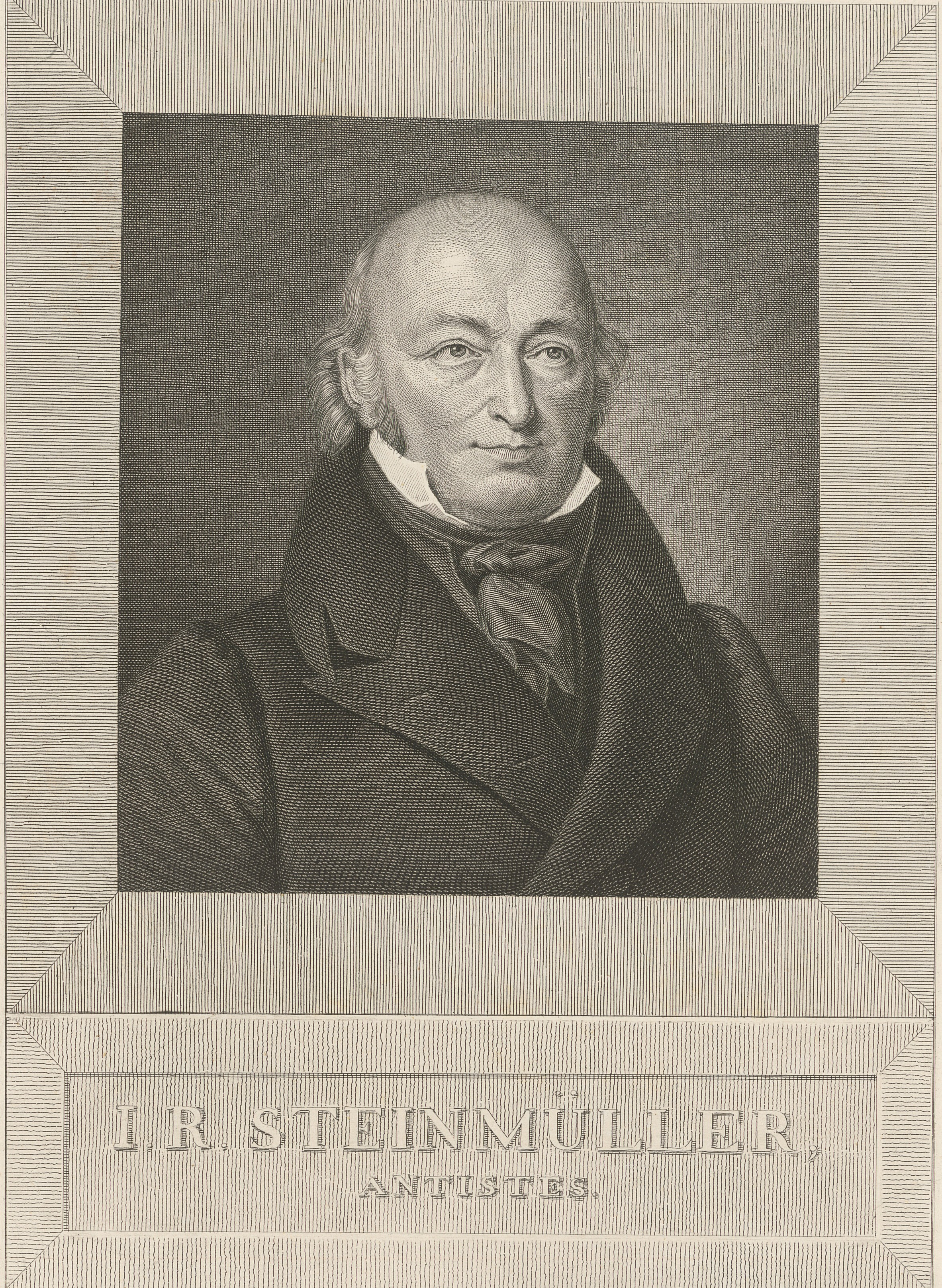
Johann Rudolf Steinmüller

Johann Rudolf Steinmüller (* 11. März 1773 in Glarus; † 28. Februar 1835 in Rheineck, Kanton St. Gallen) war ein reformierter Schweizer Pfarrer und Pädagoge. Er machte sich als Schulreformer und Naturforscher einen Namen.

## Leben und Werk
Steinmüller wuchs als Sohn des Lehrers Jakob Steinmüller und der Eleonore Magdalena geborene Hosch in Glarus auf. Seine Vorfahren waren ursprünglich aus der Pfalz eingewandert und übten vielfach den Beruf als Geistliche und Lehrer aus. Mit 14 Jahren ging er zur Vorbereitung auf sein Studium zu Pfarrer Hosch, seinem Onkel mütterlicherseits, in Gechingen (Württemberg), wo er aushilfsweise zum Predigen und zur Schulführung eingesetzt wurde.
Er studierte Theologie in Tübingen und Basel und wurde 1791 zum Geistlichen ordiniert. Anschliessend nahm er eine Hauslehrerstelle in Glarus an. Ab 1794 wählte ihn die Gemeinde Mühlehorn zum Pfarrer. 1796 wechselte er zur Pfarrstelle in Obstalden. 1799 zog er als Pfarrer nach Gais. Von 1805 bis zu seinem Tode amtete er als Geistlicher in Rheineck.
1831 wurde er als Antistes an die Spitze der reformierten Geistlichkeit St. Gallens berufen und 1834 zum Präsidenten der reformierten Synode St. Gallens gewählt. Als Theologe war er der rationalistischen Richtung verpflichtet.  Die ihm eigene Welt- und Menschenkenntnis sicherte ihm das Vertrauen seiner Amtsbrüder.

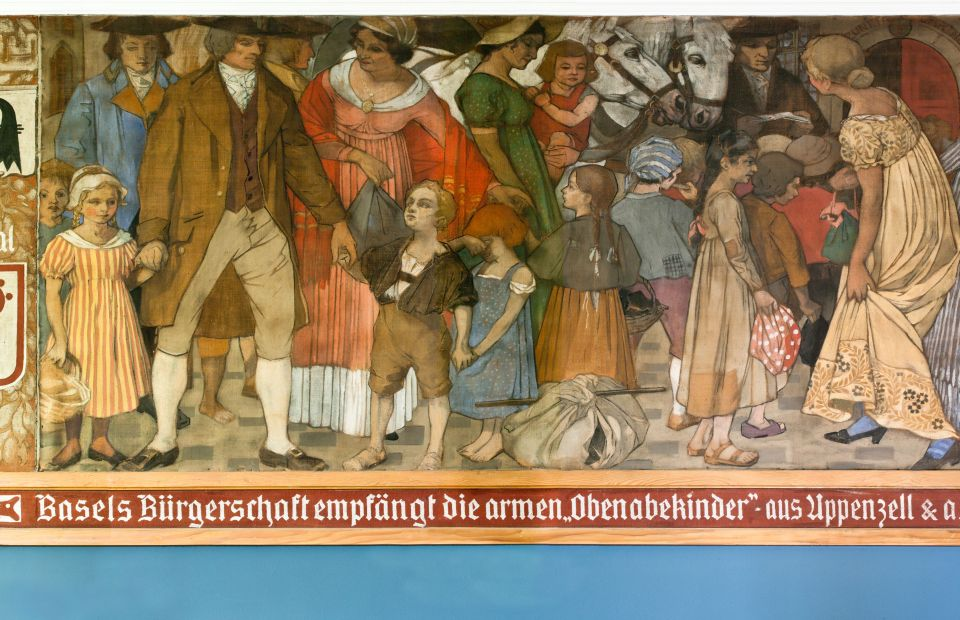
Obenabekinder in Basel 1800, von Burkhard Mangold

Als Pädagoge und Aufklärer förderte er das sankt-gallische Schulwesen mit Lehrerbildungskursen und pädagogischen Schriften. 1794 veröffentlichte er ein Lesebuch zur Bildung des Herzens und zur Übung der Aufmerksamkeit, für Kinder an den mittleren Klassen der Landschulen, das vier Auflagen erlebte. 1799 zum Mitglied des Erziehungsrates im Kanton Säntis ernannt, leitete er 1800 auf Grund seines Planes zur Errichtung einer Erziehungsanstalt für angehende Landschullehrer im Kanton Säntis den ersten Lehrerbildungskurs in der Ostschweiz 1801/1802, der acht Monate dauerte, von 18 Jünglingen besucht wurde und ihm den Dank des Kleinen Rates der Helvetischen Republik eintrug. 1799 bat ihn Johann Rudolf Fischer, die Auswanderung der kriegsversehrten «Obenabekinder» aus dem Appenzellerland in die Westschweiz zu organisieren.
1803 wurde er Schulinspektor des Kantons St. Gallen. Er setzte die Lehrerbildungskurse in den Wintermonaten in Rheineck fort, mit welchen er die Lehrerbildung des Kantons St. Gallen fast ausschliesslich von 1806 bis zu seinem Tode besorgte und über 800 Jünglinge für den Lehrerberuf heranbildete. Sein Unterricht zielte auf Einfachheit, Gründlichkeit und praktische Tüchtigkeit ab, den damaligen Verhältnissen und Geldmitteln entsprechend. Die Lehrer sollten nicht dem Volk entfremdet werden. Seine Stärke lag darin, die Lehrerstudenten anzuregen und zur Weiterbildung zu motivieren. Mehr dem Erreichbaren zugewandt, lehnte er Pestalozzis hohe Erziehungsideale ab.
1808 begründete er die ersten Lehrerkonferenzen im Kanton St. Gallen und regte 1821 die erste Generalkonferenz sämtlicher evangelischer Lehrer des Kantons an, die eine Lehrerunterstützungskasse schuf, deren Verwaltung ihm in den ersten sechs Jahren zufiel.
An die Lehrpraxis schlossen sich eine Reihe methodisch-pädagogischer Veröffentlichungen für Lehrer an, so die Erste Anleitung für die sämtlichen Schullehrer der Landschulen des Kanton Säntis und 1801 die Herausgabe der Helvetischen Schulmeisterbibliothek.

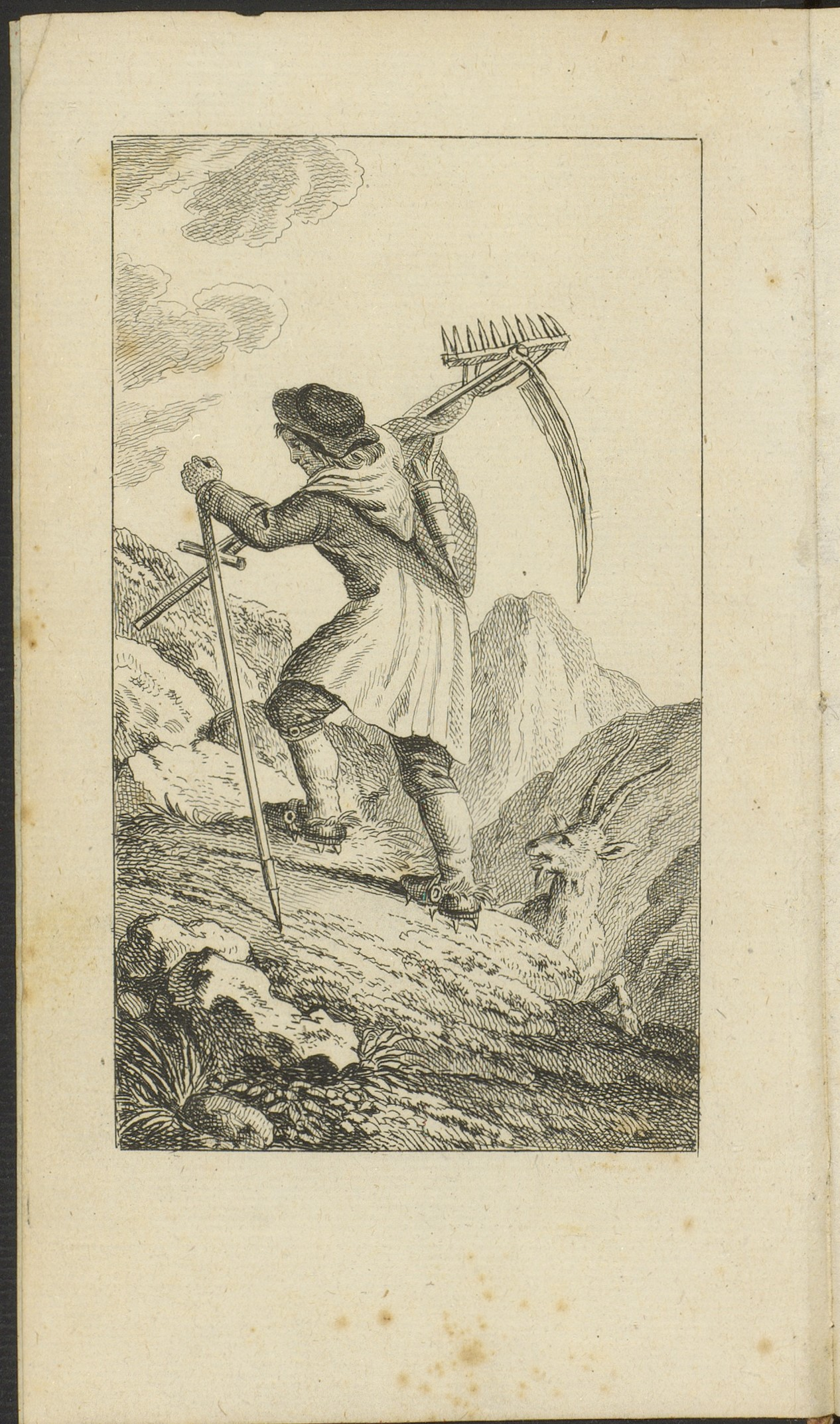
Schweizerische Alpen- und Landwirtschaft

Als Naturforscher widmete er sich dem Tierleben der Alpenwelt und insbesondere den Alpenvögeln. Seine Beobachtungen und Arbeiten über die Natur, die er in seinen Zeitschriften veröffentlichte, fanden in der Fachwelt Anerkennung. Von 1806 bis 1809 gab er mit Carl Ulysses von Salis-Marschlins die Zeitschrift Alpina heraus, die er unter dem Namen Neue Alpina von 1819 bis 1820 allein fortsetzte. 1802 erschien sein erster Band der Beschreibung der schweizerischen Alpen- und Landwirtschaft (Kanton Glarus). 1804 folgten weitere Bände über Appenzell, Werdenberg und das St. Galler Rheintal. Zu Beginn des 19. Jahrhunderts setzte er sich für die Gründung einer landwirtschaftlichen Gesellschaft ein, welche für den Kanton St. Gallen 1818 ins Leben gerufen wurde und als deren erster Präsident er von 1819 bis 1835 tätig war. Von 1831 bis 1835 wirkte er als Redaktor der von ihm gegründeten Schweizerischen Zeitung für Landwirtschaft und Gewerbe.
In erster Ehe heiratete er 1793 Anna Elisabeth Lienhardt, Tochter des Herrmann, Handelsherrn, von Herisau, und in zweiter 1809 Anna Barbara Steinfels, Tochter des Kaspar, von Zürich.
Sein umfangreicher Nachlass ging beim Brand von Glarus 1861 verloren.

## Schriften
- Lesebuch zur Bildung des Herzens und zur Uebung der Aufmerksamkeit, für Kinder an den mittleren Classen der Landschulen. Kaspar Freuler, Buchbinder, Glarus 1794, vier Auflagen[4]
- Plan zur Errichtung einer Erziehungsanstalt für angehende Landschullehrer im Kanton Säntis. 1800
- Plan einer helvetischen Schulmeister-Bibliothek. 1800
- Erste Anleitung für die sämtlichen Schullehrer der Landschulen des Kanton Säntis. 1801
- Helvetische Schulmeister-Bibliothek. Allen Schullehrern und Freunden des Schulwesens gewidmet von Johann Rudolf Steinmüller, Pfarrer in Gais und Mitglied des Erziehungsraths vom Kanton Säntis. 2 Bände, Huber und Compagnie, St. Gallen 1801
- Glarus um 1800. Verlag Steiner, Winterthur 1802. Baeschlin, Glarus 1989 (Nachdruck)[5]
- Rechenschaft von meinem Institut zur Bildung angehender Schulmeister des Kantons Säntis. Huber und Compagnie, St. Gallen 1802[6]
- Bemerkungen gegen Pestalozzis Unterrichtsmethode. Zürich 1803
- Appenzell um 1800. Verlag Steiner, Winterthur 1804, Schläpfer Herisau 1989 (Nachdruck)
- Das St. Galler Rheintal um 1800. Verlag Steiner, Winterthur 1804. Biene, Bank im Rheintal, Altstätten 1987 (Nachdruck)
- Werdenberg um 1800. Verlag Steiner, Winterthur 1804. Buchsdruck und Verlag, Buchs 1987 (Nachdruck)
- Alpina. Eine Schrift der genauern Kenntniss der Alpen gewiedmet. Carl Ulisses von Salis, Johann Rudolf Steinmüller (Hrsg.), Buchhandlung Steiner, Winterthur 1806[7]
- Buchstabier- und Syllabierblätter. 1807
- Fortgesetzte Schullehrerunterricht in Rheineck. Handbuch für Schullehrer und Freunde des Schulwesens. 1810
- Entwurf zu einer Bürger- und Mittelschule in Verbindung mit einem Schullehrerinstitut für den evangelischen Theil des Kantons St. Gallen. 1813
- Sittenbüchlein für die Schulkinder. 1816
- Jugendbibel. Ein religiöses Lesebuch für die Jugend, besonders für den Schulgebrauch bestimmt. 1819
- Jahrbücher für Religion und Sitte oder für schweizerisches Schul-, Kirchen- und Armenwesen. 2 Bände, St. Gallen 1827